# Rabiosa (singel)
Rabiosa (hiszp. rozwścieczona) – hip-hopowy singel kolumbijskiej piosenkarki Shakiry. Jest to trzecia piosenka z kolejnego albumu pt. Sale el Sol (2010). Singiel wydano 8 kwietnia 2011 roku. Został on nagrany w dwóch wersjach: angielskiej i hiszpańskiej. Piosenka otrzymała pozytywne recenzje od większości krytyków muzycznych m.in. takich jak Billboard. Teledysk do utworu został nakręcony pod koniec kwietnia w Barcelonie (Hiszpania).

## Lista utworów
Digital download
1. „Rabiosa” (feat. Pitbull) - 2:50

Singel CD
1. „Rabiosa” featuring Pitbull – 2:50
2. „Rabiosa” featuring Pitbull (C Berg Remix) – 4:00

Remiksy
1. „Rabiosa” featuring El Cata (7th Heaven Spanish Club Mix) - 7:16
2. „Rabiosa” featuring Pitbull (7th Heaven English Club Mix) - 7:16
3. „Rabiosa” featuring El Cata (7th Heaven Spanish Radio Edit) - 3:37
4. „Rabiosa” featuring Pitbull (7th Heaven English Radio Edit) - 3:37
5. „Rabiosa” featuring El Cata (Club Junkies Spanish Club Mix) - 6:30
6. „Rabiosa” featuring Pitbull (Club Junkies English Club Mix) - 6:30
7. „Rabiosa” featuring El Cata (Club Junkies Spanish Radio Edit) - 3:29
8. „Rabiosa” featuring Pitbull (Club Junkies English Radio Edit) - 3:29